# GLRX3
GLRX3 (англ. Glutaredoxin 3) – білок, який кодується однойменним геном, розташованим у людей на короткому плечі 10-ї хромосоми. Довжина поліпептидного ланцюга білка становить 335 амінокислот, а молекулярна маса — 37 432.
| 10         |  | 20         |  | 30         |  | 40         |  | 50         |
| ---------- |  | ---------- |  | ---------- |  | ---------- |  | ---------- |
| MAAGAAEAAV |  | AAVEEVGSAG |  | QFEELLRLKA |  | KSLLVVHFWA |  | PWAPQCAQMN |
| EVMAELAKEL |  | PQVSFVKLEA |  | EGVPEVSEKY |  | EISSVPTFLF |  | FKNSQKIDRL |
| DGAHAPELTK |  | KVQRHASSGS |  | FLPSANEHLK |  | EDLNLRLKKL |  | THAAPCMLFM |
| KGTPQEPRCG |  | FSKQMVEILH |  | KHNIQFSSFD |  | IFSDEEVRQG |  | LKAYSSWPTY |
| PQLYVSGELI |  | GGLDIIKELE |  | ASEELDTICP |  | KAPKLEERLK |  | VLTNKASVML |
| FMKGNKQEAK |  | CGFSKQILEI |  | LNSTGVEYET |  | FDILEDEEVR |  | QGLKAYSNWP |
| TYPQLYVKGE |  | LVGGLDIVKE |  | LKENGELLPI |  | LRGEN      |  |            |

A: Аланін

C: Цистеїн

D: Аспарагінова кислота

E: Глутамінова кислота

F: Фенілаланін

G: Гліцин

H: Гістидин

I: Ізолейцин

K: Лізин

L: Лейцин

M: Метіонін

N: Аспарагін

P: Пролін

Q: Глутамін

R: Аргінін

S: Серин

T: Треонін

V: Валін

W: Триптофан

Кодований геном білок за функцією належить до фосфопротеїнів. 
Задіяний у такому біологічному процесі, як ацетилювання. 
Білок має сайт для зв'язування з іонами металів, іоном заліза, залізо-сірчаною групою. 
Локалізований у цитоплазмі.